# Themistoclesia
Genre
Themistoclesia est un genre de plantes à fleurs de la famille des Ericaceae originaire de l'ouest de l'Amérique du Sud.
Son nom provient de l'homme d'État Thémistocle.

## Principales espèces
Selon les Jardins botaniques royaux de Kew :
- Themistoclesia alata Luteyn
- Themistoclesia anfracta (A.C.Sm.) Sleumer
- Themistoclesia campii A.C.Sm.
- Themistoclesia compacta A.C.Sm.
- Themistoclesia compta A.C.Sm.
- Themistoclesia crassifolia Sleumer
- Themistoclesia cremasta A.C.Sm.
- Themistoclesia cuatrecasasii A.C.Sm.
- Themistoclesia dependens (Benth.) A.C.Sm.
- Themistoclesia diazii Pedraza
- Themistoclesia dryanderae Sleumer
- Themistoclesia epiphytica A.C.Sm.
- Themistoclesia flexuosa Luteyn
- Themistoclesia fosbergii A.C.Sm.
- Themistoclesia geniculata Pedraza
- Themistoclesia hirsuta A.C.Sm.
- Themistoclesia horquetensis Luteyn & Wilbur
- Themistoclesia idiocalyx Pedraza
- Themistoclesia inflata A.C.Sm.
- Themistoclesia mucronata (Benth.) Sleumer
- Themistoclesia orientalis Luteyn
- Themistoclesia pariensis Luteyn
- Themistoclesia pennellii (A.C.Sm.) Sleumer
- Themistoclesia pentandra Sleumer
- Themistoclesia peruviana A.C.Sm.
- Themistoclesia recondita A.C.Sm.
- Themistoclesia recurva A.C.Sm.
- Themistoclesia rostrata A.C.Sm.
- Themistoclesia siranensis Luteyn & Pedraza
- Themistoclesia smithiana (Standl.) Sleumer
- Themistoclesia tunquiniensis Pedraza & Luteyn
- Themistoclesia unduavensis Luteyn
- Themistoclesia vegasana A.C.Sm.
- Themistoclesia woytkowskii Luteyn & Pedraza